# Équipe de Mauritanie féminine de football
Cet article traite de l'équipe féminine. Pour l'équipe masculine, voir Équipe de Mauritanie de football.
Maillots
L'équipe de Mauritanie féminine de football est l'équipe nationale qui représente la Mauritanie dans les compétitions internationales de football féminin. Elle est gérée par la Fédération de football de la République islamique de Mauritanie.
La sélection n'a jamais participé à une phase finale de Coupe du monde, de Coupe d'Afrique des nations ou des Jeux olympiques.

## Histoire
L'équipe fait ses débuts sur la scène internationale à l'occasion d'un match amical disputé à Nouakchott le 30 juillet 2019 contre Djibouti ; les Mauritaniennes s'inclinent sur le score de 3 buts à 1 avec un but de Fatou Diop.
L'équipe termine dernière du tournoi UNAF dames en 2020.

## Sélectionneurs
- depuis 2019 :  Abdoulaye Diallo[5].